# دانتي واشنطن
دانتي واشنطن (بالإنجليزية: Dante Washington)‏ (21 نوفمبر 1970 ببالتيمور في الولايات المتحدة - ) هو معلق رياضي ولاعب كرة قدم أمريكي في مركز الهجوم، شارك في الألعاب الأولمبية الصيفية 1992. وشارك مع منتخب الولايات المتحدة لكرة القدم. أما مع النوادي، فقد لعب مع ريال سالت ليك وكولومبوس كرو ونادي دالاس وفيرجينيا بيتش مارينرز وBaltimore Blast ‏ وWashington Warthogs ‏.

## وصلات خارجية
- دانتي واشنطن على موقع الاتحاد الدولي (مؤرشف)  (الإنجليزية)
- دانتي واشنطن على موقع الدوري الأمريكي (الإنجليزية)
- دانتي واشنطن على موقع قاعدة بيانات كرة القدم.إي يو (الإنجليزية)
- دانتي واشنطن على موقع ناشيونال فوتبول تيمز (الإنجليزية)
- دانتي واشنطن على موقع أوليمبيديا (الإنجليزية)